# HD 33667
HD 33667，又名CD-26 2045，SAO 170151、HR 1694，是一颗恒星，视星等为6.41，位于銀經227.69，銀緯-32.67，其B1900.0坐标为赤經5h 6m 40.7s，赤緯-26° -32.67′ 5″。